# Causey
Causey és una població dels Estats Units a l'estat de Nou Mèxic. Segons el cens del 2000 tenia 52 habitants.

## Demografia
Segons el cens del 2000, Causey tenia 52 habitants, 19 habitatges, i 17 famílies. La densitat de població era de 6,5 habitants per km².
Dels 19 habitatges en un 21,1% hi vivien nens de menys de 18 anys, en un 78,9% hi vivien parelles casades, en un 5,3% dones solteres, i en un 10,5% no eren unitats familiars. En el 10,5% dels habitatges hi vivien persones soles el 5,3% de les quals corresponia a persones de 65 anys o més que vivien soles. El nombre mitjà de persones vivint en cada habitatge era de 2,74 i el nombre mitjà de persones que vivien en cada família era de 2,94.
Per edats la població es repartia de la següent manera: un 25% tenia menys de 18 anys, un 5,8% entre 18 i 24, un 19,2% entre 25 i 44, un 21,2% de 45 a 60 i un 28,8% 65 anys o més.
L'edat mediana era de 46 anys. Per cada 100 dones de 18 o més anys hi havia 85,7 homes.
La renda mediana per habitatge era de 37.083 $ i la renda mediana per família de 37.083 $. Els homes tenien una renda mediana de 21.250 $ mentre que les dones 23.333 $. La renda per capita de la població era de 19.663 $. Cap de les famílies estaven per davall del llindar de pobresa.

## Poblacions més properes
El següent diagrama mostra les poblacions més properes.